# レポロテビタ
レポロ テビタ（Lepolo Tevita、1987年10月15日 - ）は、日本のラグビー選手。

## プロフィール
- ニュージーランド・オークランド出身。
- ポジションはウィング(WTB)、センター(CTB)。
- 身長 185cm、体重 110kg
- ニックネームはDee、Jack。
- 関東代表に選ばれたことがある[1]。
- U21日本代表に選ばれたことがある[2]。
- 日本Ａ代表に選ばれたことがある[3]。

## 略歴
2006年、ウェスリーカレッジ卒業後、山梨学院大学に入る。
2010年、山梨学院大学卒業後、三菱重工相模原ダイナボアーズに加入。同年9月19日に行われたトップイーストリーグ第2節の秋田ノーザンブレッツ戦に途中出場で公式戦初出場を果たした。
2021年、三菱重工相模原ダイナボアーズを退団した。